# بوب ويلر
بوب ويلر (بالإنجليزية: Bob Wheeler)‏ هو منافس ألعاب قوى أمريكي، ولد في 11 يناير 1952 في تيمونيوم في الولايات المتحدة، وتوفي في 25 نوفمبر 2010.

## وصلات خارجية
- بوب ويلر على موقع أوليمبيديا (الإنجليزية)